# Cyperus lecontei
Cyperus lecontei là loài thực vật có hoa trong họ Cói. Loài này được Torr. ex Steud. mô tả khoa học đầu tiên năm 1854.